# Nuvolera
Nuvolera (lombardul: Nigoléra) település Olaszországban, Lombardia régióban, Brescia megyében. Lakosainak száma 4709 fő (2023. január 1.). Nuvolera Bedizzole, Botticino, Mazzano, Rezzato, Serle és Nuvolento községekkel határos.

## Népesség
A település lakossága az elmúlt években az alábbi módon változott:
| Lakosok száma | 4732 | 4748 | 4709 |
|               | 2017 | 2018 | 2023 |